# Asthenes virgata
Asthenes virgata là một loài chim trong họ Furnariidae.